# Freziera undulata
Freziera undulata là một loài thực vật có hoa trong họ Pentaphylacaceae. Loài này được (Sw.) Sw. ex Willd. mô tả khoa học đầu tiên năm 1799.